# تپه گوران باروق
تپه گوران باروق مربوط به عصر مفرغ- عصر آهن - دوره هخامنشی - پارتی - دوران‌های تاریخی قبل از اسلام است و در شهرستان اردبیل، بخش مرکزی، دهستان سردابه، روستای باروق واقع شده و این اثر در تاریخ ۱۲ دی ۱۳۸۶ با شمارهٔ ثبت ۲۰۳۱۱ به‌عنوان یکی از آثار ملی ایران به ثبت رسیده است.